# 謝佳賢
謝佳賢（1976年4月8日—），台灣棒球選手，出身花蓮縣，曾效力於臺灣大聯盟台中金剛隊，中華職棒誠泰太陽、誠泰COBRAS、米迪亞暴龍與興農牛隊。主要守備位置為一壘手與外野手，以前是台灣少數具有長打能力的左打者。
2010年2月，職棒假球案偵查終結，謝佳賢雖獲不起訴處分，但因處分書中指出其多次利用球隊賽後，與數名隊友接受簽賭集團性招待，興農牛隊隨後宣布將其開除。
2013年2月，謝佳賢推出個人單曲專輯《最後一粒好球》。
2016年至2018年在台南市安順國中青少棒隊擔任總教練，2018年11月受新北市成棒隊邀請入隊擔任「訓練員」。

## 成長歷程

### 少棒時期
謝佳賢從小就擔任投手，小學五年級（11歲）時加入當時的榮工少棒隊。一年後榮工少棒隊解散，謝佳賢跟隨其啟蒙教練周文宗轉學到西園國小就讀，半學期後又轉學到萬大國小。
1988年4月，萬大國小參加台北市青年杯少棒賽，以六戰全勝奪魁，謝佳賢並獲選為大會功勞獎。同年6月，謝佳賢代表台北市北西少棒隊參加全國少棒賽，北西少棒隊最後以2和3負的成績獲得第五名。國小畢業後，謝佳賢先後就讀華僑中學與中華中學，並加入榮工棒球隊。

### 青少棒時期
升上中學後，謝佳賢在1990年首度獲選為青少棒國手，並參加在墨西哥舉行的第2屆國際棒球總會世界青少棒錦標賽。1991年在澳洲舉行的第3屆世界青少棒錦標賽，謝佳賢是台灣代表隊投手群中兩名左投左打者之一，當時的總教練王恩鵬對他的評語是「天才型球員」，後來並獲頒打擊獎，亦以外野手身分獲選為最佳九人。
1991年，謝佳賢為了替榮工隊爭取IBA代表權，在春季聯賽中連投兩場比賽，由於投球局數過多，導致手臂過度使用而出現疲痛，在對五福國中先發獲勝後，即暫時告別投手丘。之後謝佳賢專注於練習打擊技巧，在第3屆世界青少棒錦標賽中以六成打擊率榮膺大會打擊王，並在台灣代表隊出賽的10場比賽中，包辦其中4場比賽的勝利打點。但在國中畢業升高中時，為了貼補家用，謝佳賢一度短暫輟學，到深坑當鐵工，在工地從事綁鐵架的工作。後來在教練居中協助之下，才得以重返棒球圈。

### 青棒時期
青棒時期，身為榮工青棒隊成員之一的謝佳賢，曾經是台灣相當受到期待的左投手，當時他的直球最快時速大約在143公里左右。高二時在與中國信託棒球隊（職棒中信鯨隊前身）進行的練習賽中，擔任先發的謝佳賢曾多次讓中信隊的打者「三上三下」。
1992年，謝佳賢首度獲選為青棒國手，參加IBA世界青棒錦標賽。1993年再度獲選為國手，並且首次參加固定於美國勞德岱堡舉行的世界青棒賽。1994年，謝佳賢以優異的中外野守備，在台灣的全國青棒賽中獲得美技獎。同年的第27屆世界青棒賽，台灣代表隊勇奪冠軍。謝佳賢雖以左投身分入選代表隊，卻因優異的打擊表現，居於大會打擊第二名，而與李健志、許銘傑三人共同獲選為大會明星球員。

### 成棒時期
成棒時期，謝佳賢受到腰傷影響，投球姿勢與出手球路逐漸走樣，壓制力大幅下滑，於是決定棄投從打。 雖然在陸光棒球隊時，曾因投手不足而上場投球，但大致上仍以打擊為主。
謝佳賢從中華中學畢業後，台北市立體育學院曾積極找他加入，但謝佳賢返回學校申請時，突然決定不再升學。入伍服兵役前，謝佳賢曾短暫加入中信隊，並隨中信隊在1995年的甲組成棒秋季聯賽冠軍加賽中，以4比3擊敗合作金庫棒球隊贏得冠軍。中信隊也是繼1988年兄弟隊（兄弟象隊前身）之後，第二支包辦春季、秋季聯賽雙料冠軍的業餘成棒隊。
入伍後，謝佳賢加入陸光棒球隊。1998年春季聯賽，謝佳賢在與養樂多隊的比賽中擊出2支全壘打，共有6分打點；陳金鋒也在這場比賽中擊出一支全壘打；許銘傑完投七局，只被養樂多打出5支安打，三振6名打者，最後陸光隊提前於七局以12比1擊敗養樂多隊，贏得冠軍（三連霸）。

## 職棒生涯
退伍之後，尚未踏入職業棒球圈的謝佳賢進入榮工成棒隊。當時正值中華職棒聯盟與新成立的台灣職棒大聯盟激烈競爭、勢不兩立的時期。由業餘的中信隊改組而成，並加入中華職棒的和信鯨隊（後來改名為中信鯨隊）雖然曾於1997年向中華職棒提出所謂的「保護名單」，指名謝佳賢入隊，但謝佳賢最終仍然選擇於1998年加盟台灣大聯盟。

### 台灣大聯盟時期
1998年，謝佳賢在台灣大聯盟的季中新人選秀會當中，被台中金剛隊以第一順位第一指名選入隊伍，同年7月1日首次穿上金剛隊球衣登場比賽，7月4日擊出職棒生涯第一支全壘打。在新人球季當中，謝佳賢擊出12支全壘打，盜壘成功13次，成為台灣大聯盟首位「10-10」的打者，並獲選為本土最佳打擊手及新人王。僅半個球季就擊出兩位數全壘打的表現，也讓他一躍成為新生代球員中最具代表性的左打者。
2000年3月14日，謝佳賢在金剛隊出戰嘉南勇士隊的熱身賽中，以後援投手身分上場投了一局，面對6個人次，投出2次四壞球保送，被擊出1支安打，但並未失分。次日對高屏雷公隊的熱身賽中也投了1.1局，被擊出1支安打，同樣未失分。3月20日，在1出局、比數為2比2的情形下，謝佳賢於第七局再度登場投球，被擊出2支安打失1分。熱身賽的投球成績總計為1敗，防禦率3.0。但在正規球季當中，謝佳賢並未以投手身分上場投球。
同年7月25日，金剛隊出戰勇士隊的比賽中，謝佳賢完成跨季51場，單季48場連續上壘紀錄，並成為該場比賽的單場最有價值球員（MVP）。不過在八局上時，謝佳賢為了搶接一記高飛球，與隊友丘昌榮相撞，造成左肩胛骨解離及韌帶斷裂，因而進入傷兵名單。但是謝佳賢最終仍以15支全壘打，奪得當年的聯盟全壘打王頭銜。
2001年，謝佳賢傷後復出，並將連續上壘紀錄繼續推進，直到5月19日紀錄中斷為止，跨季連續67場比賽都有上壘紀錄。8月11日，謝佳賢擊出生涯第50支全壘打。當年謝佳賢拿下聯盟全壘打王、打點王獎項，並以外野手身分獲選為最佳九人。2002年，謝佳賢改變守備位置，轉任一壘手，並再度成為聯盟全壘打王、打點王，另外也以一壘手身分獲選為最佳九人，以及得到金手套獎；總冠軍賽結束後，亦獲選為台灣大聯盟總冠軍賽MVP。

### 中華職棒時期
2003年，台灣大聯盟和中華職棒合併為「中華職業棒球大聯盟」，謝佳賢被歸為合併後「那魯灣太陽隊」（後來改名為誠泰太陽隊；2004年再改名為誠泰COBRAS隊）的球員。3月18日，謝佳賢從梁如豪手中擊出在中華職棒的第一支全壘打。
2004年5月4日，在累計出賽454場後，謝佳賢成為台灣職棒史上最快達成職棒生涯「百轟」（100支全壘打）紀錄的球員，比原本的紀錄保持人林仲秋快了147場。但由於謝佳賢的「百轟」紀錄包含之前台灣大聯盟時期的全壘打紀錄在內，因此中華職棒官方紀錄組並未正式承認此紀錄，只列入參考。
2005年，謝佳賢的月薪為22萬，是誠泰COBRAS隊陣中最高薪的選手。同年的5月至7月，謝佳賢皆獲選為單月打擊MVP，成為台灣職棒史上首位連續三個月獲得單月MVP的球員。7月21日，在史無前例的上半季冠軍加賽中，謝佳賢在七局下擊出帶有2分打點的全壘打，為球隊追加保險分。8月23日，謝佳賢擊出單季第20支全壘打，同樣創下最快達成單季20轟的紀錄。當年謝佳賢一舉奪得全壘打王、打點王、最佳十人獎（以一壘手身份獲選）與銀棒獎四項個人獎項。
到了2006年，雖然月薪提高至31萬，但先前與球團間對於調薪幅度的歧見，曾促使謝佳賢提起薪資仲裁。在球季當中則改變守備位置，轉任中外野手（但有時還是會擔任一壘手）。8月23日，謝佳賢擊出中華職棒第5000號全壘打。隨著球季結束，謝佳賢也完成在中華職棒連續四年全勤出賽（共出賽401場）的紀錄。儘管如此，由於球季中為手臂舊傷所苦，導致打擊表現與之前相比明顯下滑，下半季更陷入長期低潮。儘管單季仍擊出19支全壘打，但此一情形仍值得注意。
2008年6月7日，對比賽中，從羅銳A.L手中打出生涯第100支全壘打，以516場成為中華職棒最快達成此紀錄的球員。

## 國家隊生涯
1999年，謝佳賢首度獲選為中華成棒代表隊的國手，參加在韓國漢城（今 首爾）舉行的亞洲棒球錦標賽（當時台灣大聯盟只有謝佳賢、許銘傑兩名選手入選中華代表隊）。2002年再度入選中華隊，參加在韓國釜山舉行的亞洲運動會，於複賽中出戰日本隊時，謝佳賢在滿壘狀況下擊出帶有2分打點的二壘安打。 在出戰韓國代表隊的冠軍戰中，謝佳賢單場4個打數擊出3支安打，並有1分打點。在亞運當中總共20打數擊出7支安打，打擊率0.350與4分打點皆居於全隊之冠。
2003年，在日本札幌舉行的第22屆亞錦賽中，謝佳賢擔任中華隊的一壘手。在出戰韓國隊的比賽中，中華隊曾因為謝佳賢在一局上發生的失誤而失分，不過謝佳賢也在四局下擊出一支二壘安打，並跑回1分，最後中華隊以5比4逆轉擊敗韓國隊，並取得奧運參賽權。
2004年，謝佳賢以國手身分參加在希臘雅典舉行的夏季奧林匹克運動會。雖然中華隊在雅典奧運並未取得佳績，但謝佳賢、陳致遠與彭政閔三名選手普遍被認為是除了旅外球員之外，表現較佳的中華民國本土職棒打者。2006年入選為世界棒球經典賽中華隊國手，於亞洲區預賽中出戰日本隊時，謝佳賢在二局上從松坂大輔手中擊出1支安打，六局上打下中華隊的第1分打點，不過中華隊最後仍以3比14敗給日本隊。 中華隊最終以1勝2負的成績遭到淘汰，未能晉級在美國聖地牙哥舉行的第二輪比賽。
2006年，謝佳賢代表中華民國參加洲際盃及杜哈亞運兩項賽事，其中在洲際盃中，中華隊獲得第三名，而在杜哈亞運中，中華隊在棒球項目中獲得中華民國亞運史上第一面金牌。

## 打擊特質
謝佳賢的揮棒動作相當完整，沒有一般台灣打者為了避免三振，而破壞自己揮棒動作的缺點，所以擊球品質堪稱良好。此外，謝佳賢也具備選球能力較佳及爆發力較強的特點，因此得以穩定地展現攻擊能力。來台擔任中華職棒客座裁判的美國職棒大聯盟裁判藍普洛夫曾認為：謝佳賢是台灣的最佳左打者，具有小聯盟3A水準。從謝佳賢在國際賽中相對優異的打擊表現來看，藍普洛夫的見解頗具參考價值。

## 球場之外
除了在球場上的表現之外，烹飪也是謝佳賢拿手的項目之一。1998年，謝佳賢上電視節目時，即曾經現場表演製作點心。2003年，行政院農業委員會舉辦「米香傳鄉情─我的家鄉水噹噹」活動，邀請謝佳賢擔任活動代言人，當時他曾表示：在當年度中每打一支全壘打，就捐一萬元給營養午餐經費短缺的偏遠地區小學。
2008年時，謝佳賢所屬的米迪亞暴龍隊爆發假球案，謝佳賢原以嫌疑人身分被台灣檢方約談到案，但在偵訊後，謝佳賢被改列為關係人，最終並未被起訴。2009年球季結束後，中華職棒再度爆發簽賭案，2010年2月，板橋地檢署對假球案偵查終結，謝佳賢雖獲不起訴處分，但處分書中指出其至少有6、7次在南部比賽時，和隊友陳元甲、李明進叫了10幾個酒店小姐，到飯店開性愛派對，同樣是雨刷集團付錢，每次20萬起跳。興農牛隊隨後發布聲明，將謝佳賢開除。

## 職棒生涯成績
（粗體字為該年聯盟最高紀錄）   

### 台灣大聯盟
| 年度 | 出賽 | 打數 | 得分 | 安打 | 二壘打 | 三壘打 | 全壘打 | 壘打數 | 打點 | 盜壘 | 盜壘刺 | 四壞球 | 死球 | 三振 | 打擊率 | 球隊 |
| ---- | ---- | ---- | ---- | ---- | ------ | ------ | ------ | ------ | ---- | ---- | ------ | ------ | ---- | ---- | ------ | ---- |
| 1998 | 58   | 205  | 52   | 69   | 14     | 0      | 12     | 119    | 38   | 13   | 1      | 52     | 2    | 54   | .337   | 金剛 |
| 1999 | 76   | 282  | 58   | 82   | 16     | 2      | 15     | 147    | 57   | 4    | 3      | 52     | 4    | 61   | .291   | 金剛 |
| 2000 | 48   | 152  | 36   | 53   | 9      | 0      | 15     | 107    | 38   | 5    | 2      | 55     | 3    | 38   | .349   | 金剛 |
| 2001 | 60   | 199  | 48   | 49   | 11     | 1      | 14     | 104    | 46   | 10   | 0      | 55     | 1    | 58   | .246   | 金剛 |
| 2002 | 72   | 268  | 51   | 86   | 20     | 0      | 19     | 163    | 64   | 5    | 3      | 44     | 5    | 64   | .321   | 金剛 |
| 總計 | 314  | 1106 | 245  | 339  | 70     | 3      | 75     | 640    | 243  | 37   | 9      | 258    | 13   | 275  | .307   |      |

### 中華職棒
- (粗黑體字為該年度最佳或最高成績)

| 年度 | 球隊       | 出賽 | 打數 | 安打 | 全壘打 | 打點 | 得分 | 盜壘 | 四死 | 被三振 | 壘打數 | 雙殺打 | 打擊率 | 上壘率 | 長打率 | 整體攻擊指數 |
| ---- | ---------- | ---- | ---- | ---- | ------ | ---- | ---- | ---- | ---- | ------ | ------ | ------ | ------ | ------ | ------ | ------------ |
| 2003 | 誠泰COBRAS | 100  | 356  | 95   | 18     | 59   | 50   | 2    | 67   | 91     | 174    | 11     | 0.267  | 0.381  | 0.489  | 0.870        |
| 2004 | 誠泰COBRAS | 100  | 362  | 103  | 17     | 67   | 67   | 13   | 65   | 91     | 188    | 1      | 0.285  | 0.390  | 0.519  | 0.909        |
| 2005 | 誠泰COBRAS | 101  | 348  | 99   | 23     | 74   | 76   | 9    | 87   | 99     | 195    | 5      | 0.284  | 0.423  | 0.560  | 0.983        |
| 2006 | 誠泰COBRAS | 100  | 370  | 95   | 19     | 61   | 61   | 11   | 53   | 83     | 172    | 9      | 0.257  | 0.347  | 0.465  | 0.812        |
| 2007 | 誠泰COBRAS | 95   | 372  | 131  | 19     | 79   | 84   | 5    | 48   | 80     | 224    | 11     | 0.352  | 0.421  | 0.602  | 1.023        |
| 2008 | 米迪亞暴龍 | 71   | 264  | 76   | 17     | 53   | 51   | 4    | 37   | 76     | 134    | 3      | 0.288  | 0.374  | 0.507  | 0.882        |
| 2009 | 興農牛     | 98   | 310  | 87   | 14     | 51   | 76   | 5    | 69   | 65     | 145    | 6      | 0.281  | 0.411  | 0.468  | 0.879        |
| 合計 | 7年        | 665  | 2382 | 686  | 127    | 444  | 465  | 49   | 426  | 585    | 1232   | 46     | 0.288  | 0.393  | 0.517  | 0.910        |

## 經歷
- 萬大國小→華僑中學→中華中學→中國信託棒球隊→陸光棒球隊→榮工棒球隊→（TML）台中金剛隊
→（CPBL）誠泰太陽隊→（球隊改名）誠泰COBRAS隊→米迪亞暴龍隊→興農牛隊

### 重大賽事參與紀錄
- 1987年：第5屆IBA-boys世界軟式少棒錦標賽
- 1990年：第2屆IBA世界青少棒錦標賽，墨西哥
- 1991年：第3屆IBA世界青少棒錦標賽，澳洲
- 1992年：第12屆IBA世界青棒錦標賽
- 1993年：第26屆勞德岱堡世界青棒賽
- 1994年：第27屆勞德岱堡世界青棒賽
- 1999年：第20屆亞洲棒球錦標賽，韓國首爾（漢城）
- 2002年：第14屆亞洲運動會，韓國釜山
- 2003年：第22屆亞洲棒球錦標賽，日本札幌
- 2004年：第28屆夏季奧林匹克運動會，希臘雅典
- 2006年：第1屆世界棒球經典賽，日本東京
- 2006年：第15屆亞洲運動會，卡達多哈

### 個人獎項

#### 業餘時期
- 打擊獎：（第3屆IBA世界青少棒錦標賽）1991年，前五場出戰曾創下罕見的勝利打點100%紀錄
- 美技獎：（全國青棒賽）1994年，以優異的中外野守備獲獎
- 明星球員：（羅德岱堡世界青棒賽）1994年

#### 職棒時期
- 打點王：（TML）2001年、2002年、（CPBL）2005年
- 全壘打王：（TML）2000年、2001年、2002年、（CPBL）2005年
- 新人王：（TML）1998年
- 金手套獎：（TML）2002年、（CPBL）2004年（一壘手）
- 最佳九人獎：（TML）1999年、2001年（外野手）、2002年（一壘手）
- 最佳十人獎：（CPBL）2003年、2004年、2005年（一壘手）
- 單月最有價值球員（MVP）：（TML）1998年10月、2001年8、9月（合併）、2002年8月、（CPBL）2005年5月、6月、7月（打擊）
- 明星賽最有價值球員：（CPBL）2005年

### 特殊紀錄
- 達成職棒生涯「百轟」紀錄（中華職棒並未承認此紀錄）：
  - 第100支全壘打：2004年5月24日，誠泰COBRAS vs. 中信鯨，台北縣立新莊棒球場，二局上，投手：高建三，打點：1分。
  - 繼林仲秋、鷹俠、張泰山、羅敏卿與陳政賢之後達成此紀錄，而且是職棒球員中最快達成者（僅出賽454場就達成，其中台灣大聯盟314場，中華職棒140場）。
  - 100支全壘打中，全台灣所有職棒比賽用球場（包括已經拆除改建的台北市立棒球場）除了台東縣立棒球場外，在其他球場都曾打出全壘打。
  - 第200支全壘打：2009年9月6日，興農牛 vs. LANEW熊，高雄縣立澄清湖棒球場，九局上，投手：黃欽智，打點：1分。

- 達成職棒生涯「千安」紀錄（中華職棒並未承認此紀錄）：
  - 第1000支安打：2009年8月18日，興農牛 vs. 兄弟象，台北縣立新莊棒球場，六局上，投手：麥特

- 其他特殊紀錄：
  - 1998年7月4日：在TML打出第1支全壘打（投手：高玉龍；高雄市立德棒球場）。
  - 2001年8月11日：在TML打出第50支全壘打（投手：李逸楠；高雄縣立澄清湖棒球場）。
  - 2002年9月5日：在TML打出第75支全壘打（投手：楊世丞；打點：2分，行政院體委會台中棒球場）。
  - 2003年3月18日：在CPBL打出第1支全壘打（投手：梁如豪；打點：2分；台北縣立新莊棒球場）。
  - 2004年8月18日在新莊棒球場對戰兄弟象，達成中華職棒聯盟與台灣大聯盟合併職棒生涯第1000隻安打紀錄。
  - 2005年7月6日：在CPBL打出第50支全壘打（投手：高建三；打點：1分；宜蘭縣立羅東棒球場）。
  - CPBL首位同一球季連續三個月獲得單月打擊MVP的球員（2005年5~7月）。
  - 2006年4月5日：打出職棒生涯首支滿貫全壘打（投手：朱尉銘；打點：4分；台北縣立新莊棒球場）。
  - 2006年4月11日：打出CPBL第5000支全壘打（投手：馬丁尼茲G.M.；打點：1分；高雄縣立澄清湖棒球場）。
  - 2007年5月29日：球季中打出第10支全壘打，成為台灣棒球史上首位連續10年打出10支以上全壘打的打者。
  - 2007年6月25日：面對中信鯨時，單場被三振5次，追平中華職棒聯盟紀錄。（聯盟第2人）
  - 2003年~2007年，加入中華職棒的頭五個球季一直是被三振排行榜的第一名，2008年才由中信鯨李義偉以88次被三振中斷。
  - 2009年9月6日在澄清湖球場對戰La New熊，達成中華職棒聯盟與台灣大聯盟合併職棒生涯第200隻全壘打紀錄。

## 外部連結
- 謝佳賢在台灣棒球維基館上的頁面（繁體中文）
- 謝佳賢在中華職棒官網
- 謝佳賢在Baseball-Reference.com（小聯盟以及海外聯盟）（英语）
- 謝佳賢在Olympedia（英语）
- 謝佳賢官方Facebook

| 獎項                   | 獎項                                        | 獎項                 |
| ---------------------- | ------------------------------------------- | -------------------- |
| 台灣大聯盟時期         |                                             |                      |
| 前任： 將軍C.P         | 台灣大聯盟全壘打王 2000年-2002年            | 繼任： 聯盟解散      |
| 前任： 陳該發          | 台灣大聯盟打點王 2001年-2002年              | 繼任： 聯盟解散      |
| 前任： 童琮輝          | 台灣大聯盟最佳九人獎(一壘手) 2002年         | 繼任： 聯盟解散      |
| 前任： 將軍C.P 吳承翰  | 台灣大聯盟最佳九人獎(外野手) 1999年 2001年  | 繼任： 吳承翰 黃高俊 |
| 前任： 潘忠韋          | 台灣大聯盟金手套獎(一壘手) 2002年           | 繼任： 聯盟解散      |
| 中華職業棒球大聯盟時期 |                                             |                      |
| 前任： 張泰山          | 中華職棒全壘打王 2005年                     | 繼任： 張泰山        |
| 前任： 張泰山          | 中華職棒打點王 2005年                       | 繼任： 陳金鋒        |
| 前任： 闕樹木          | 中華職棒最佳十人獎（一壘手） 2003年－2005年 | 繼任： 潘忠韋        |
| 前任： 余賢明          | 中華職棒最佳十人獎（外野手） 2007年         | 繼任： 潘武雄        |
| 前任： 蔡豐安          | 中華職棒金手套獎（一壘手） 2004年           | 繼任： 許國隆        |
| 前任： 黃貴裕          | 中華職棒全壘打大賽冠軍 2007年               | 繼任： 布雷          |
| 前任： 彭政閔          | 中華職棒明星賽MVP 2005年                    | 繼任： 陳連宏        |